# Mirovice
Mirovice (německy Mirowitz) jsou město v údolí říčky Skalice v okrese Písek v Jihočeském kraji. Žije v nich přibližně 1 600 obyvatel. Historicky město spadalo do Prácheňského kraje. Ve městě a jeho blízkém okolí se nachází řada drobných historických památek a přírodních pozoruhodností. Historické jádro města je od roku 2003 městskou památkovou zónou.

## Historie
První písemná zmínka o městě pochází z roku 1323. 
Město bylo sídlem Radkovců z Mirovic. Dne 31. července 1627 Ferdinand II. Štýrský svým rekatolizačním mandátem nařídil, že nekatoličtí stavové musí opustit zemi nebo konvertovat ke katolictví. Jen v tomto roce se ze země vystěhovalo 185 šlechtických rodin. Exulanty přijímalo už od roku 1622 saské kurfiřtství. Šlechtična Anna Radkovská z Mirovic, jejíž manžel zemřel v roce 1628 v Pirně, byla v roce 1640 v seznamu exulantů v Žitavě.
Po sametové revoluci došlo k velkému útlumu průmyslové výroby v městečku. Mimo jiné byla uzavřena nově postavená pobočka Tesly Rožmitál, pobočka Jitexu, Hamira a i státní statek postihl rozpad. Městečko se však z této rány vzpamatovalo. Hlavním zaměstnavatelem jsou dnes Jihočeské drůbežářské závody. Kromě řady obchůdků, hospůdek a cukráren, se zde nachází pošta, lékárna, základní škola, veřejná knihovna, lékařské ordinace (stomatologie, dětský lékař a lékař pro dospělé). Ze spolkové činnosti lze jmenovat Český rybářský svaz, Sbor dobrovolných hasičů a Sportovní klub Mirovice.

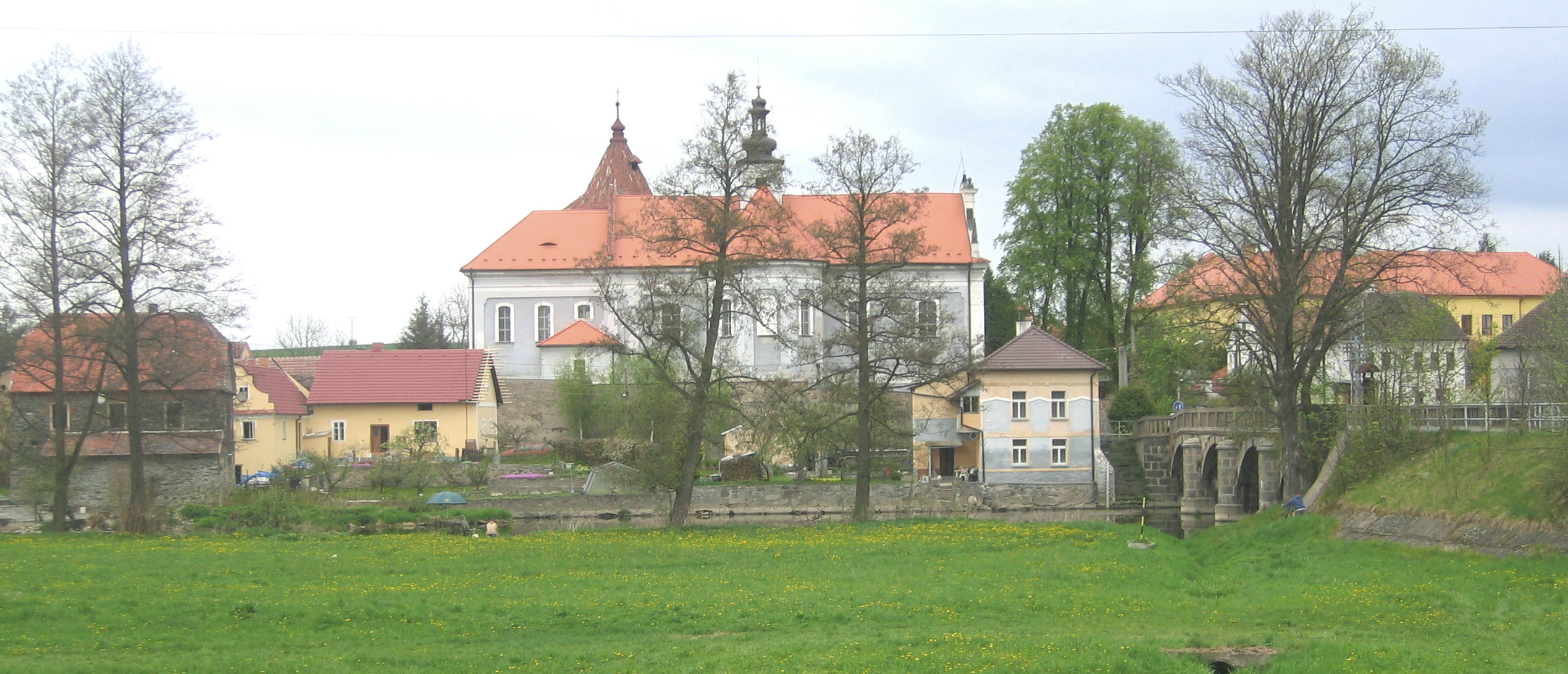
Panorama městečka

## Přírodní poměry
Mirovice leží z hlediska geologického na tzv. mirovickém ostrově, tj. na „ostrově“ přímořských vápencových devonských usazenin které vybíhají k povrchu v okolním „moři“ žulových hornin. Rozsáhlé opuštěné mramorové lomy – přírodní památka Nerestský lom – leží jeden kilometr jihovýchodně u obce Nerestce. Lomy skýtají útočiště řadě vzácných a chráněných živočichů, mimo jiné lze zde spatřit výra velkého, ropuchu obecnou a čolka obecného. Postupný sled hornin, včetně mirovických ortorul, lze spatřit v řadě malých lomů v okolí, z nichž nejzajímavější je asi půl kilometru vzdálený (ve směru k Myslínu) opuštěný azbestový lom.[zdroj?]

## Obyvatelstvo
| Rok            | 1869  | 1880  | 1890  | 1900  | 1910  | 1921  | 1930  | 1950  | 1961  | 1970  | 1980  | 1991  | 2001  | 2011  | 2021  |
| -------------- | ----- | ----- | ----- | ----- | ----- | ----- | ----- | ----- | ----- | ----- | ----- | ----- | ----- | ----- | ----- |
| Počet obyvatel | 2 196 | 2 256 | 2 200 | 1 980 | 2 013 | 2 020 | 1 999 | 1 693 | 1 747 | 1 639 | 1 724 | 1 637 | 1 711 | 1 566 | 1 570 |
| Počet domů     | 287   | 294   | 307   | 308   | 307   | 317   | 388   | 428   | 394   | 394   | 394   | 423   | 498   | 504   | 513   |

## Městská správa

### Místní části
Město Mirovice se skládá z devíti částí na sedmi katastrálních územích.
- Boješice (i název k. ú.)
- Kakovice (i název k. ú.)
- Mirovice (i název k. ú.)
- Ohař (i název k. ú.)
- Plíškovice (i název k. ú.)
- Ráztely (i název k. ú.)
- Řeteč (leží v k. ú. Ohař)
- Sochovice (leží v k. ú. Plíškovice)
- Touškov (i název k. ú.)

Od 1. ledna 1983 do 23. listopadu 1990 k městu patřily i Dolní Nerestce a Horní Nerestce, od 1. ledna 1983 do 31. prosince 1991 Horosedly, od 1. ledna 1985 do 23. listopadu 1990 Draheničky, Minice, Mišovice, Pohoří, Slavkovice a Svučice a od 1. ledna 1988 do 31. prosince 1991 také Myslín.

### Městské symboly
Vlajka byla městu udělena rozhodnutím předsedy Poslanecké sněmovny Parlamentu České republiky dne 23. listopadu 1995.

## Pamětihodnosti

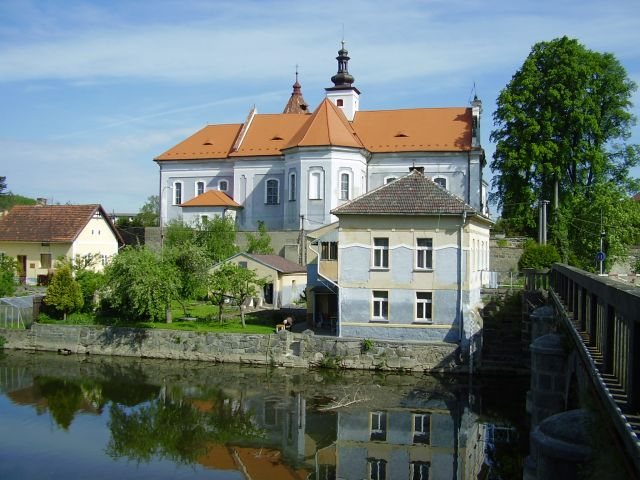
Kostel svatého Klimenta v Mirovicích

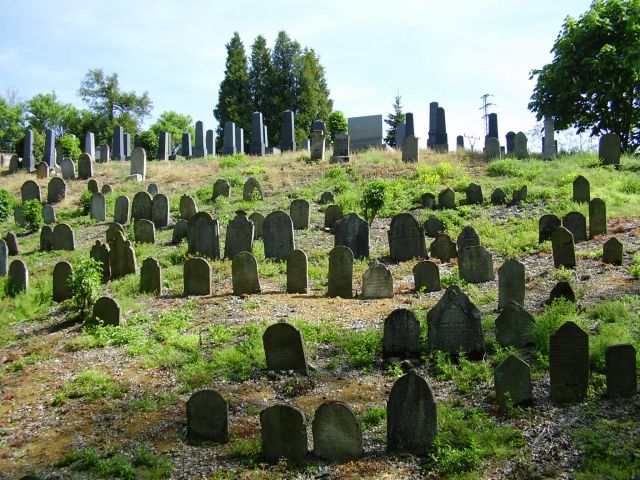
Židovský hřbitov při polní cestě do Myslína

- Nejstarší částí městečka je kostel svatého Klimenta, který zde vznikl po zániku knížecího správního hradiště Bozně u nedalekých Počapel. Kostel stojí na nevysokém ostrohu nad říčkou Skalicí (Vlčavou).
- Na pravoúhlém náměstí se nachází morový sloup, který byl vztyčen roku 1717 z popudu pana Matěje Rosy a mirovického rodáka pana Vavřince Lysého kněžnou Marii Ernestinou Eggenbergovou (rozenou Schwarzenbergovou) jako poděkování za odvrácení morové epidemie na orlickém panství v letech 1630 a 1713. Na vrcholu sloupu s korintskou hlavicí stojí socha Panny Marie na půlměsíci. Po stranách sloupu stojí sochy svaté Barbory s kalichem, svatého Leonarda v biskupském rouše, svatý Floriána s přilbicí a žehnajícího svatého Benedikta s křížem. Morový sloup je dílem sochaře Jana Jiřího Stanzovského (Schlansovského).[9]
- V Hřbitovní ul. č.p. 191 jsou zachovány památkově chráněné relikty mirovické tvrze.[10]
- Rodiště básníka Antonína Klášterského (1866–1938) připomíná bronzová pamětní deska na rodném domě (čp. 77) na jižní straně náměstí, dílo A. Šalouna instalované u příležitosti básníkových 60. narozenin. Antonín Klášterský byl rovněž 2. dubna 1926 jmenován čestným občanem městečka.[zdroj?]
- Na hřbitově, na severním okraji městečka, se v urnovém háji, vlevo od vstupní branky nachází náhrobek prvního československého a českého olympijského vítěze, gymnasty Bedřicha Šupčíka (1898-1957), který zvítězil ve šplhu na laně na olympijských hrách v Paříži v roce 1924. V letech 1926 a 1930 byl mistrem světa. Na mezinárodních sportovních kláních získal ještě řadu dalších ocenění – stříbrné medaile (olympijské hry 1928 – družstva, mistrovství světa 1930 – kruhy) a bronzové medaile (olympijské hry 1924 – víceboj, mistrovství světa 1931 – kruhy).
- Při polní cestě do Myslína, půl kilometru za obcí, naproti Urbanovu mlýnu, se v příkrém svahu nachází židovský hřbitov, který byl založen v 17. století (zřejmě kolem roku 1680) a rozšířen roku 1731. Svým vzhledem připomíná staroslavné židovské hřbitovy kolem pražských synagog. Vzhledem k tomu, že židovská obec Mirovic byla téměř vyvražděna za druhé světové války (ze 44 osob se jich z koncentračních táborů navrátilo pouze 8), konal se zde poslední pohřeb v roce 1965.[zdroj?]
- V kopci Slomínku nad nádražím se nacházely štoly bývalých zlatých dolů ze 14. století, které však byly částečně zničeny při stavbě pobočky Tesly Rožmitál. Další štoly byly v tzv. Farském kopci asi 300 metrů od kostela západním směrem. V jedné z nich byla vidět zlatonosná křemencová žíla. Vstupy do chodeb jsou dnes zavalené. Skalice je dodnes zlatonosnou říčkou, jako jeden z přítoků zlatonosné řeky Otavy.[zdroj?]
- Zděná boží muka v poli za obcí ve směru na Horosedly.[11]
- Zděná boží muka v poli zhruba jeden kilometr jihovýchodním směrem u Kuchařova mlýna.[11]
- Výklenková kaple u hájovny za tratí na okraji lesa Na Slomínku.[12]
- Husitský kostel svatých mučedníků kostnických; Jana Husa a Jeronýma Pražského. Nachází se na okraji města. Vyhořel na jaře 2015. Postupně však byl obnoven a modernizován. Kostel je místem duchovní obnovy. Navazuje na utrakvistickou tradici Těla a Krve Páně.[13]

## Osobnosti
- Antonín Klášterský (1866–1938), básník a překladatel
- Hanuš Kuffner (1861–1929), novinář, spisovatel a vojenský historik
- Karel Kuffner (1858–1940), psychiatr, profesor Univerzity Karlovy v Praze
- Klement Kuffner (1857–1938), římskokatolický kněz, náboženský spisovatel a překladatel
- Miloslav Volf (1902–1982), historik a archivář

## Partnerská obec
- Bätterkinden, Švýcarsko[14]

## Galerie

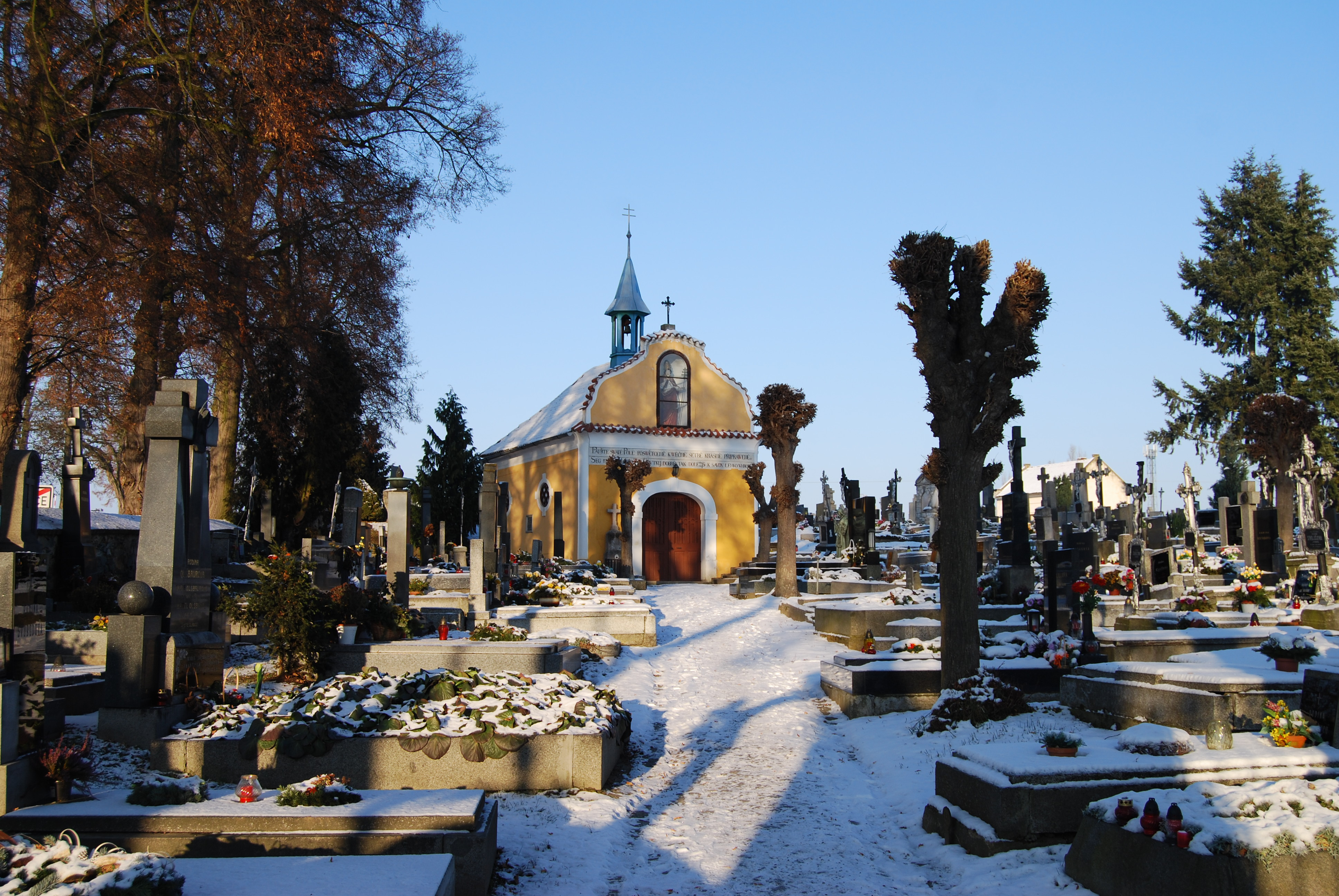
Hřbitov
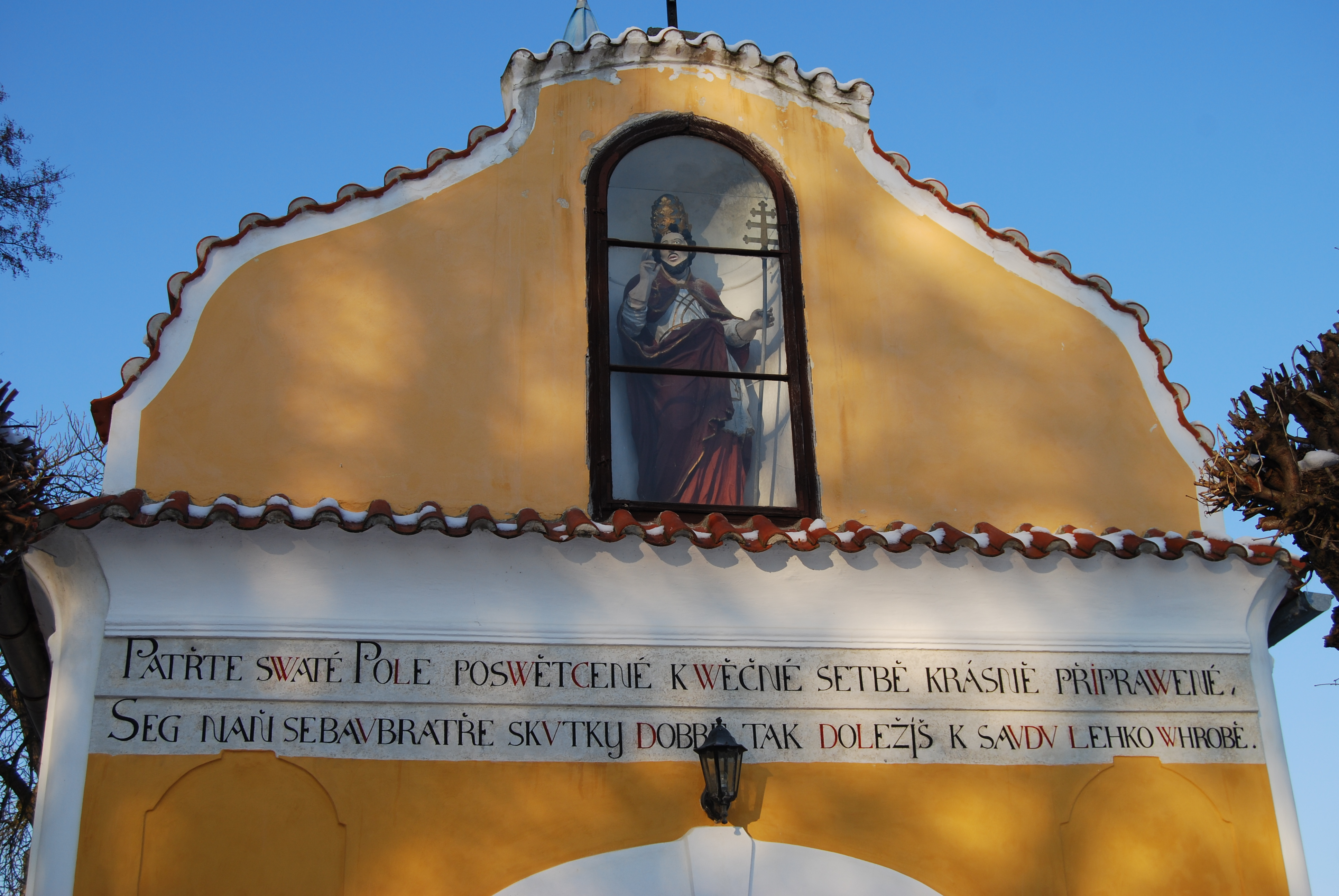
Štít
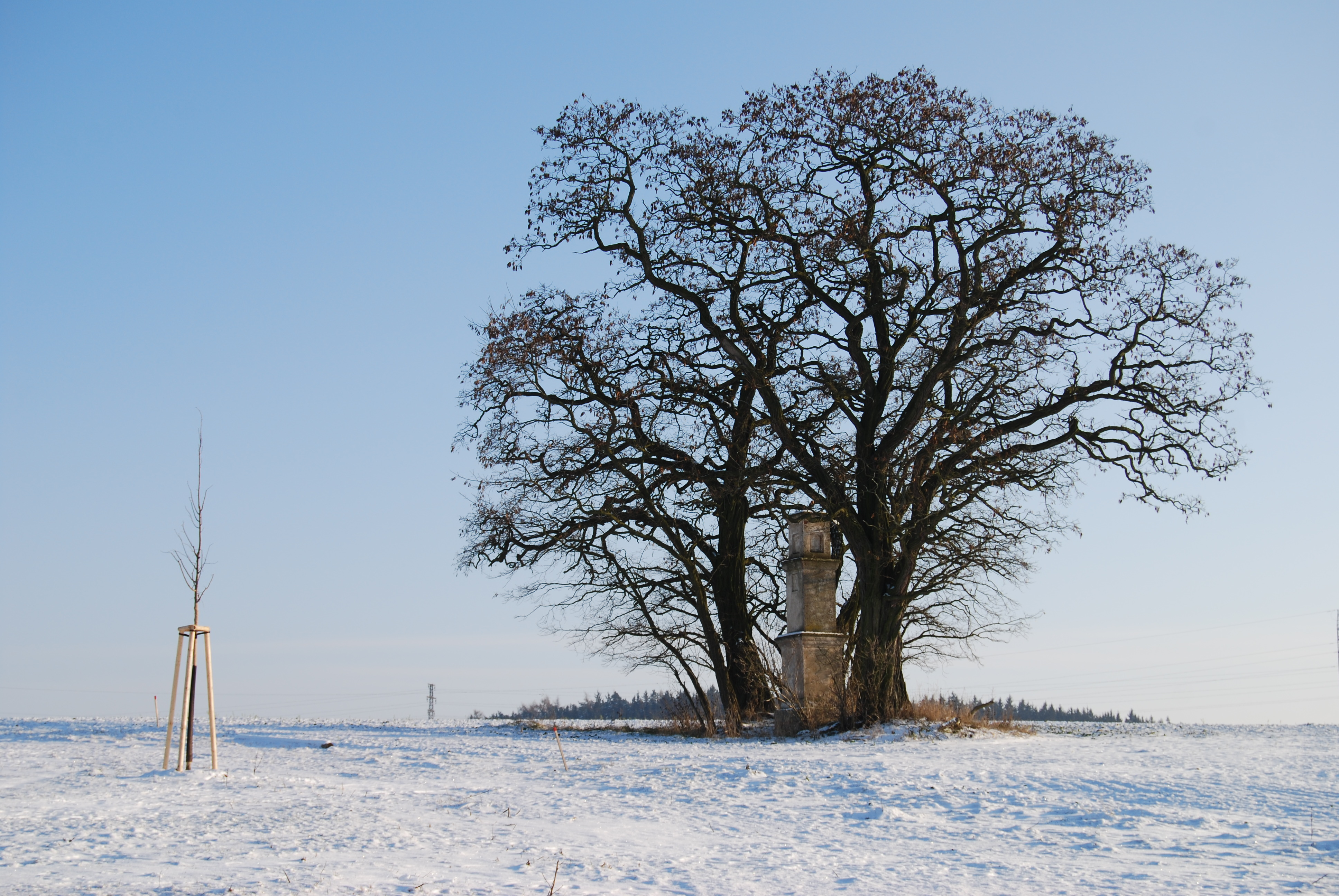
Boží muka
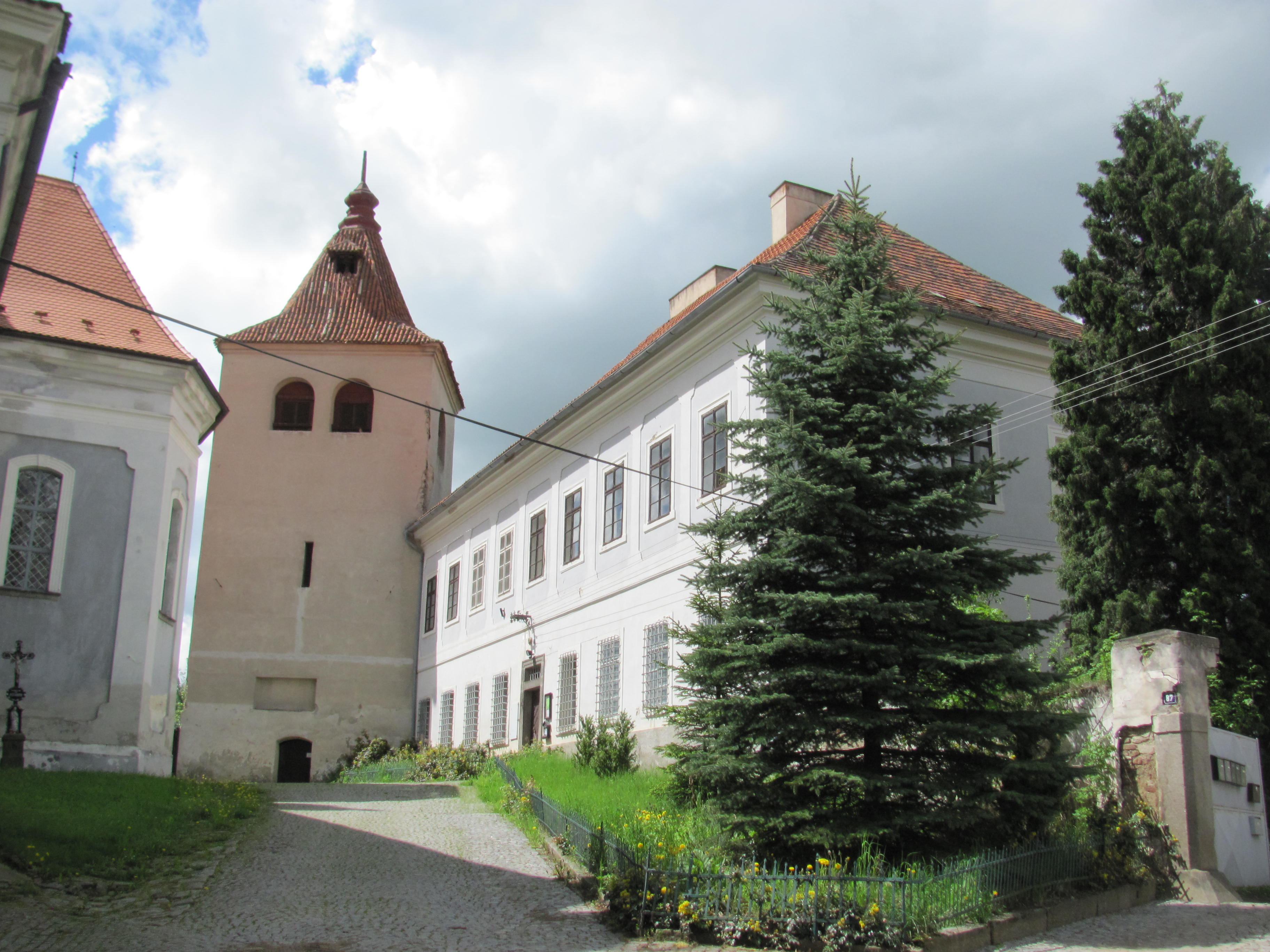
Děkanství
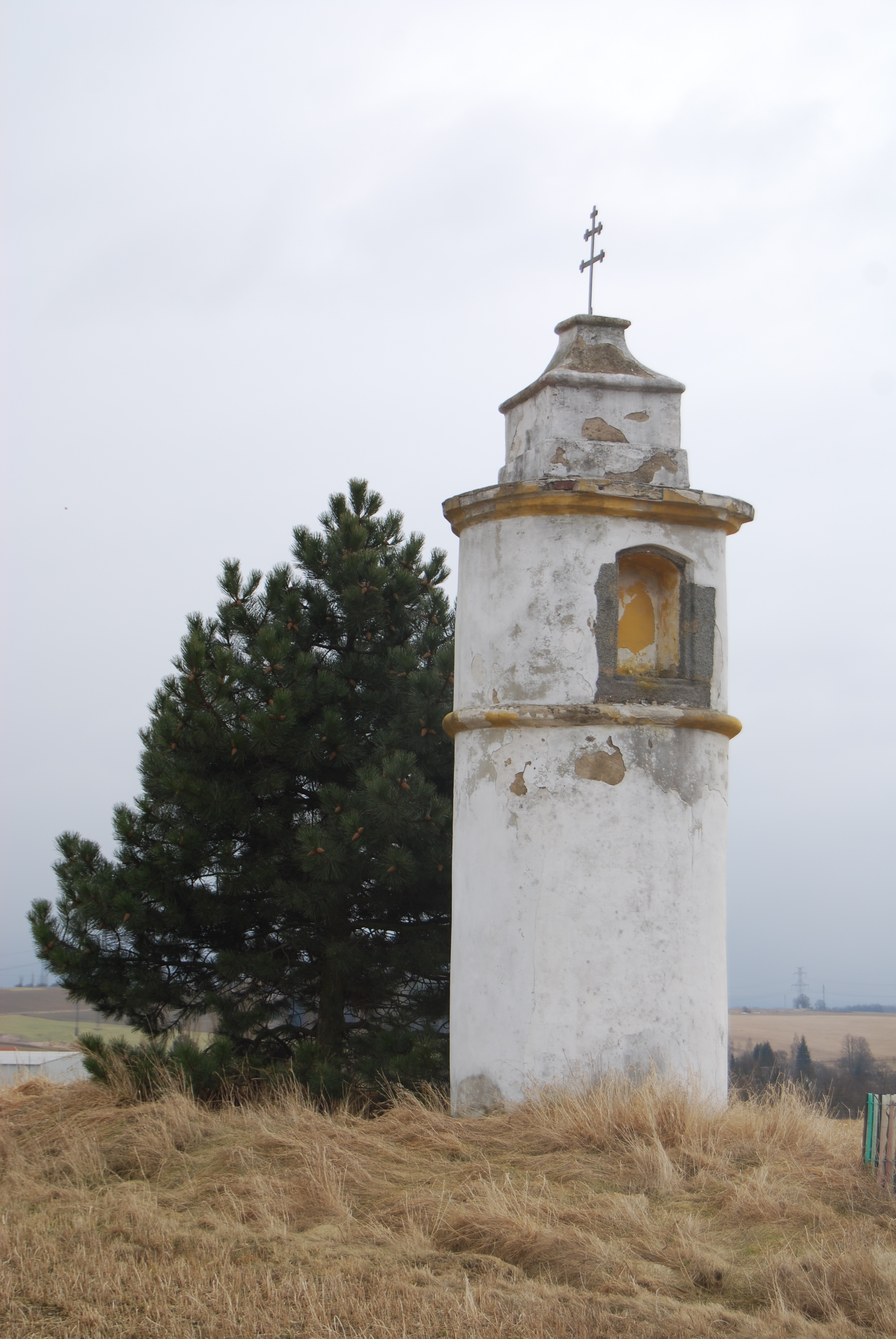
Boží muka
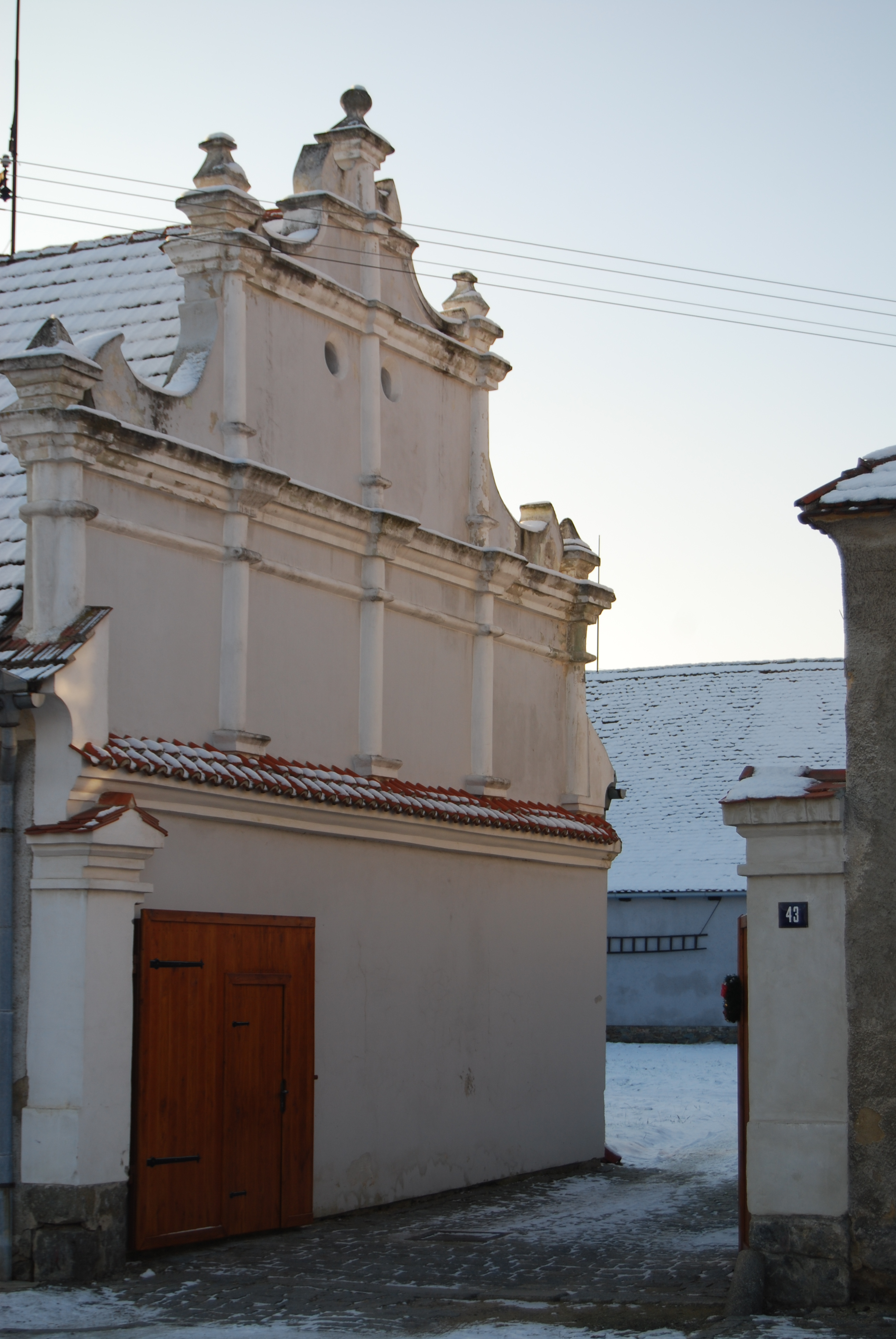
Bývalá tvrz